# Књижевна историја (часопис)
Књижевна историја је научни је часопис који садржи прилоге из свих области науке о књижевности. Покренут је 1968. годинеод стране Издавачко-штампарског предузећа "Обод" са Цетиња, касније Издавачког предузећа „Вук Караџићˮ. Од 1991. постао је гласило Института за књижевност и уметност у Београду.

## О часопису

### Историјат
Часопис Књижевна историја је покренут 1968. године, како се наводи у уводној речи уредништва, „у тренутку када се српска наука о књижевности налази у незавидном стању“, јер „заостаје за савременим схватањима и модерним методама у испитивању књижевних појава“.
У жељи да ухвати корак са новим, савременим методама у тумачењу књижевности, часопис је рачунао на млађе сараднике, и поред свести да трагови постојећег неће одмах нестати. Уредништво је сматрало да је важно образложити и смисао наслова који означава „тематско опредељење за проучавање књижевног стваралаштва српског и југословенских народа од најстаријих времена до наших дана, а никако затварање у оквире једне од три области традиционалне науке о књижевности (...) Проучавање књижевних појава мора да удружи књижевно-теоријска и књижевно-историјска сазнања, као и критички однос према естетичким вредностима“.
Уредништво часописа су на почетку чинили Јован Деретић, Васо Милинчевић, Мирјана Миочиновић, Марија Митровић и Миодраг Сибиновић, а главни и одговорни уредник био је Александар Петров. Поред студија, часопис је доносио и расправе („Округли сто“), критике, а понекад и до тада необјављене књижевне текстове у рубрици „Књижевни архив“.
Од 1991. године носи поднаслов „часопис за науку о књижевности“, а од 2001. и упоредни наслов и поднаслов на енглеском језику (Literary history, Јоurnal of literary studies).
Данас се Књижевна историја представља као водећи научни часопис који пружа „простор за представљање врхунских научних резултата и иновативних интердисциплинарних истраживања, за јачање међународне сарадње у области науке о књижевности и славистичких студија”. Од 2015. године уврштен је на ERIH Plus листу, а према категоризацији Министарства просвете, науке и технолошког развоја за 2013. годину категорисан је као часопис међународног значаја (М24).

## Периодичност излажења
Како је наведено у импресуму првог броја, часопис излази тромесечено, односно четири пута годишње. Данас часопис узлази три пута годишње.

## Уредници
- Александар Петров
- Јован Деретић
- Душан Иванић
- Миодраг Матицки
- Тихомир Брајовић
- Бојан Јовић

## Теме
Још од првог броја, часопис је био оријентисан према целокупној науци о књижевности, али су нарочито истакнуте области: методологија науке о књижевности, историјска и теоријска поетика, књижевна еволуција, књижевни живот, изучавање односа књижевности према другим уметностима, научна критика. Иако је током првих година излажења истицао да ће се бавити искључиво „радови о српској и југословенским књижвностима, као и односима између наших националних и страних књижевности“.
Књижевна историја данас садржи и прилоге иностраних аутора, а у часопису се објављују „текстови из науке о књижевности, односно радови интердисциплинарног или мултидисцплинарног типа, у оквиру следећих рубрика: Студије и чланци, Историја српске књижевне периодике, Појмовник, Књижевни портрети, Књижевна грађа, Оцене и прикази.“

## Електронски облик часописа
Часопис Књижевна историја је доступан у електронском облику од 2006. године.